# Élections sénatoriales françaises de 1900
Les élections sénatoriales françaises de 1900 se déroulent le 28 janvier 1900 et ont pour but de renouveler la série C du Sénat. La série C compte 92 sièges à repourvoir et comprend les départements allant, alphabétiquement, de l'Orne à l'Yonne, ainsi que le département d'Oran en Algérie et l'Inde française. L'élection du sénateur de la Guadeloupe eut lieu le 3 janvier 1900 et pour l'Inde française le 7 janvier 1900. En plus des 92 sièges de la série C, neuf sièges vacants par suite de décès ont également été pourvus le même jour.

## Contexte
Les élections se déroulent en pleine Affaire Dreyfus durant le gouvernement Waldeck-Rousseau de « Défense républicaine ». L'enjeu est crucial puisque c'est le Sénat qui doit se prononcer sur le procès ou se constituer en Haute Cour. De nombreux candidats conservateurs et républicains en font du renouvellement sénatorial un plébiscite en faveur de l’armée, dont ils exaltent l’honneur et le caractère sacré. L'antisémitisme est aussi très présent mêlé à l'antimaçonnerie. La plupart des républicains progressistes, maintenant dans l'opposition, mais toujours profondément républicains, accusent le gouvernement de collectivisme. À l'inverse, les radicaux dénoncent un péril clérical contre la République et l'Armée et sont donc partisans de la séparation de l'Église et de l'État.

## Résultats

### Série C
| Département         | Sièges | Radicaux-socialistes | Radicaux | Républicains | Conservateurs | Nationalistes |
| ------------------- | ------ | -------------------- | -------- | ------------ | ------------- | ------------- |
| Basses-Pyrénées     | 3      | 0                    | 0        | 3            | 0             | 0             |
| Deux-Sèvres         | 3      | 0                    | 2        | 1            | 0             | 0             |
| Haute-Saône         | 3      | 0                    | 1        | 1            | 0             | 1             |
| Haute-Savoie        | 3      | 0                    | 0        | 3            | 0             | 0             |
| Haute-Vienne        | 3      | 0                    | 0        | 3            | 0             | 0             |
| Hautes-Pyrénées     | 2      | 0                    | 1        | 1            | 0             | 0             |
| Haut-Rhin           | 1      | 0                    | 0        | 1            | 0             | 0             |
| Indes françaises    | 1      | 0                    | 0        | 1            | 0             | 0             |
| Oran                | 1      | 0                    | 0        | 1            | 0             | 0             |
| Orne                | 3      | 0                    | 0        | 2            | 1             | 0             |
| Pas-de-Calais       | 5      | 0                    | 0        | 5            | 0             | 0             |
| Puy-de-Dôme         | 4      | 2                    | 0        | 2            | 0             | 0             |
| Pyrénées-Orientales | 2      | 1                    | 1        | 0            | 0             | 0             |
| Rhône               | 5      | 0                    | 0        | 5            | 0             | 0             |
| Saône-et-Loire      | 5      | 0                    | 3        | 2            | 0             | 0             |
| Sarthe              | 3      | 0                    | 2        | 1            | 0             | 0             |
| Savoie              | 3      | 0                    | 0        | 3            | 0             | 0             |
| Seine               | 8      | 0                    | 5        | 3            | 0             | 0             |
| Seine-et-Marne      | 3      | 0                    | 0        | 3            | 0             | 0             |
| Seine-et-Oise       | 4      | 0                    | 0        | 4            | 0             | 0             |
| Seine-Inférieure    | 4      | 0                    | 0        | 3            | 0             | 1             |
| Somme               | 3      | 0                    | 0        | 3            | 0             | 0             |
| Tarn                | 3      | 0                    | 1        | 1            | 0             | 1             |
| Tarn-et-Garonne     | 2      | 0                    | 0        | 2            | 0             | 0             |
| Var                 | 2      | 2                    | 0        | 0            | 0             | 0             |
| Vaucluse            | 2      | 0                    | 1        | 1            | 0             | 0             |
| Vendée              | 3      | 0                    | 0        | 0            | 3             | 0             |
| Vienne              | 3      | 0                    | 1        | 2            | 0             | 0             |
| Vosges              | 3      | 0                    | 0        | 3            | 0             | 0             |
| Yonne               | 3      | 0                    | 3        | 0            | 0             | 0             |
| Totaux              | 90     | 5                    | 21       | 57           | 4             | 3             |

### Élections complémentaires
| Département      | Sièges | Radicaux | Républicains | Nationalistes |
| ---------------- | ------ | -------- | ------------ | ------------- |
| Ardennes         | 1      | 1        | 0            | 0             |
| Cantal           | 1      | 0        | 1            | 0             |
| Finistère        | 2      | 0        | 2            | 0             |
| Hautes-Alpes     | 1      | 0        | 1            | 0             |
| Loire-Inférieure | 1      | 0        | 0            | 1             |
| Nièvre           | 1      | 0        | 1            | 0             |

### Globaux
| Tendances politiques | Tendances politiques       | Sièges sortants | Sièges obtenus | Sièges totaux |
| -------------------- | -------------------------- | --------------- | -------------- | ------------- |
|                      | Nationalistes              |                 | 4              | 12            |
|                      | Conservateurs              | 4               | 4              | 22            |
|                      | Républicains progressistes |                 | 66             | 225           |
|                      | Radicaux                   |                 | 27             | 41            |
| Total                | Total                      | 101             | 101            | 300           |